# Ouadda
Ouadda – miasto w Republice Środkowoafrykańskiej w prefekturze Haute-Kotto. Miasto jest ośrodkiem administracyjnym podprefektury Ouadda. Według danych statystycznych w 2003 r. miejscowość wraz z całą podprefekturą zamieszkiwało ok. 11 tys. mieszkańców.